# Tuğlu
Tuğlu (kurd. Haciyan) ist ein Dorf im Landkreis Yüksekova der türkischen Provinz Hakkâri. Tuğlu liegt in Südostanatolien auf 1.530 m über dem Meeresspiegel, ca. 39 km südwestlich von Yüksekova.
Der Name der Ortschaft Tuğlu bedeutet mit Tuğ.  Der ursprüngliche Name Haciyan ist beim Katasteramt registriert. Er ist heute noch gebräuchlich und wurde u. a. auch bei den Volkszählungen von 1975 und 1980 als alternative Bezeichnung verwendet.
1975 lebten 365 Menschen in Tuğlu. Zwischen 1990 und 2000 verlor das Dorf fast die Hälfte seiner Bevölkerung. 2009 hatte die Ortschaft 346 Einwohner. Zu Tuğlu gehören die Weiler Çayır und Karataş.